# Micropsectra insignilobus
Micropsectra insignilobus är en tvåvingeart som beskrevs av Jean-Jacques Kieffer 1924. Micropsectra insignilobus ingår i släktet Micropsectra och familjen fjädermyggor.
Artens utbredningsområde är Northwest Territories, Kanada. Arten är reproducerande i Sverige. Inga underarter finns listade i Catalogue of Life.